# USS LST-367
O USS LST-367 foi um navio de guerra norte-americano da classe LST que operou durante a Segunda Guerra Mundial.